# Insecula
Insecula. L'encyclopédie des arts et de l'architecture es una base de datos sobre arte francesa, presentada en francés e inglés, que contiene imágenes y descripciones de miles de obras de arte pertenecientes a los mayores museos y colecciones del país y del mundo, incluyendo el Louvre, el Museo de Orsay, el Palacio de Versalles, el Centro Georges Pompidou, el Metropolitan Museum of Art y el MOMA. Dispone de un buscador temático por obra, museo o artista entre otros, además de visitas virtuales.
Además de los detalles sobre cada obra, el sitio contiene numerosas fotografías, muchas de ellas en formato panorámico, de los museos y galerías mismas.